# Salbris
Salbris je naselje in občina v osrednjem francoskem departmaju Loir-et-Cher regije Center. Leta 2009 je naselje imelo 5.704 prebivalce.

## Geografija
Kraj leži v pokrajini Orléanais ob reki Sauldre, 65 km jugovzhodno od Bloisa.

## Uprava
Salbris je sedež istoimenskega kantona, v katerega so poleg njegove vključene še občine La Ferté-Imbault, Marcilly-en-Gault, Orçay, Pierrefitte-sur-Sauldre, Saint-Viâtre, Selles-Saint-Denis, Souesmes in Theillay s 13.429 prebivalci (v letu 2010).
Kanton Salbris je sestavni del okrožja Romorantin-Lanthenay.

## Zanimivosti
- cerkev sv. Jurija,
- kapela milostne Matere Božje

## Promet
- železniška postaja Gare de Salbris ob železniških progah Aubrais Orléans - Montauban Ville-Bourbon in Blanc - Argent;

## Pobratena mesta
- Dymchurch (Anglija, Združeno kraljestvo),
- Loivos (Portugalska).